# Australische hockeyploeg (vrouwen)
De Australische hockeyploeg voor vrouwen is de nationale ploeg die Australië vertegenwoordigt tijdens interlands in het hockey. Het team is een van de meest succesvolle hockeyteams bij de dames.
De Hockeyroos zijn drievoudig olympisch kampioen; in 1988, 1996 en 2002 waren ze de sterkste. Samen met de Nederlandse vrouwenploeg zijn ze mede-recordhouder. Opvallend is dat verder geen olympische medaille werd gewonnen. Het team werd wereldkampioen in 1994 en 1998. Daarnaast won het twee keer zilver en een keer brons. De Champions Trophy werd al zes keer gewonnen.

## Erelijst
| Jaar | Champions Trophy           | Oceanisch kampioenschap                   | Olympische Spelen         | Wereldkampioenschap           | Hockey World League Hockey Pro League |
| ---- | -------------------------- | ----------------------------------------- | ------------------------- | ----------------------------- | ------------------------------------- |
| 1971 |                            |                                           |                           | IFWHA WK 1971 Auckland        |                                       |
| 1972 |                            |                                           |                           | geen deelname                 |                                       |
| 1974 |                            |                                           |                           | geen deelname                 |                                       |
| 1975 |                            |                                           |                           | 5e IFWHA WK 1975 Edinburgh    |                                       |
| 1976 |                            |                                           |                           | geen deelname                 |                                       |
| 1978 |                            |                                           |                           | geen deelname                 |                                       |
| 1979 |                            |                                           |                           | 4e IFWHA WK 1979 Vancouver    |                                       |
| 1980 |                            |                                           | geen deelname             |                               |                                       |
| 1981 |                            |                                           |                           | 4e WK 1981 Buenos Aires       |                                       |
| 1983 |                            |                                           |                           | WK 1983 Kuala Lumpur          |                                       |
| 1984 |                            |                                           | 4e OS 1984 Los Angeles    |                               |                                       |
| 1985 |                            |                                           |                           |                               |                                       |
| 1986 |                            |                                           |                           | 6e WK 1986 Amstelveen         |                                       |
| 1987 | CT 1987 Amstelveen         |                                           |                           |                               |                                       |
| 1988 |                            |                                           | OS 1988 Seoel             |                               |                                       |
| 1989 | CT 1989 Frankfurt          |                                           |                           |                               |                                       |
| 1990 |                            |                                           |                           | WK 1990 Sydney                |                                       |
| 1991 | CT 1991 Berlijn            |                                           |                           |                               |                                       |
| 1992 |                            |                                           | 5e OS 1992 Barcelona      |                               |                                       |
| 1993 | CT 1993 Amstelveen         |                                           |                           |                               |                                       |
| 1994 |                            |                                           |                           | WK 1994 Dublin                |                                       |
| 1995 | CT 1995 Mar del Plata      |                                           |                           |                               |                                       |
| 1996 |                            |                                           | OS 1996 Atlanta           |                               |                                       |
| 1997 | CT 1997 Berlijn            |                                           |                           |                               |                                       |
| 1998 |                            |                                           |                           | WK 1998 Utrecht               |                                       |
| 1999 | CT 1999 Brisbane           | OK 1999 Dunedin en Sydney                 |                           |                               |                                       |
| 2000 | CT 2000 Amstelveen         |                                           | OS 2000 Sydney            |                               |                                       |
| 2001 | CT 2001 Amstelveen         | OK 2001 Wellington / Auckland / Hamilton  |                           |                               |                                       |
| 2002 | 4e CT 2002 Macau           |                                           |                           | 4e WK 2002 Perth              |                                       |
| 2003 | CT 2003 Sydney             | OK 2003 Melbourne en Auckland / Whangarei |                           |                               |                                       |
| 2004 | 4e CT 2004 Rosario         |                                           | 5e OS 2004 Athene         |                               |                                       |
| 2005 | CT 2005 Canberra           | OK 2005 Auckland en Sydney                |                           |                               |                                       |
| 2006 | 5e CT 2006 Amstelveen      |                                           |                           | WK 2006 Madrid                |                                       |
| 2007 | 4e CT 2007 Quilmes         | OK 2007 Buderim                           |                           |                               |                                       |
| 2008 | 5e CT 2008 Mönchengladbach |                                           | 5e OS 2008 Peking         |                               |                                       |
| 2009 | CT 2009 Sydney             | OK 2009 Invercargill                      |                           |                               |                                       |
| 2010 | geen deelname              |                                           |                           | 5e WK 2010 Rosario            |                                       |
| 2011 | 6e CT 2011 Amstelveen      | OK 2011 Hobart                            |                           |                               |                                       |
| 2012 | geen deelname              |                                           | 5e OS 2012 Londen         |                               |                                       |
| 2013 |                            | OK 2013 Stratford                         |                           |                               | HWL 2012-13                           |
| 2014 | CT 2014 Mendoza            |                                           |                           | WK 2014 Den Haag              |                                       |
| 2015 |                            | OK 2015 Stratford                         |                           |                               | 6e HWL 2014-15                        |
| 2016 | 4e CT 2016 Londen          |                                           | 6e OS 2016 Rio de Janeiro |                               |                                       |
| 2017 |                            | OK 2017 Sydney                            |                           |                               | 9e HWL 2016-17                        |
| 2018 | CT 2018 Changzhou          |                                           |                           | 4e WK 2018 Londen             |                                       |
| 2019 |                            | OK 2019 Rockhampton                       |                           |                               | HPL 2019                              |
| 2021 |                            |                                           | 5e OS 2020 Tokio          |                               | 5e HPL 2020                           |
| 2022 |                            |                                           |                           | WK 2022 / Amstelveen/Terrassa | geen deelname                         |
| 2023 |                            | OK 2023 Whangarei                         |                           |                               | HPL 2023                              |
| 2024 |                            |                                           | 5e OS 2024 Parijs         |                               | 6e HPL 2024                           |
| 2025 |                            | ?e OK 2025 Darwin                         |                           |                               | 5e HPL 2025                           |
| 2026 |                            |                                           |                           | ?e WK 2026 / Waver/Amstelveen | ?e HPL 2026                           |

1980: Zimbabwe ·
1984: Nederland ·
1988: Australië ·
1992: Spanje ·
1996: Australië ·
2000: Australië ·
2004: Duitsland ·
2008: Nederland ·
2012: Nederland ·
2016: Groot-Brittannië ·
2020: Nederland ·
2024: Nederland
1971:  Nederland · 
1972:  Nederland · 
1974:  Nederland · 
1975:  Engeland · 
1976:  West-Duitsland · 
1978:  Nederland · 
1979:  Nederland · 
1981:  West-Duitsland · 
1983:  Nederland · 
1986:  Nederland · 
1990:  Nederland · 
1994:  Australië · 
1998:  Australië · 
2002:  Argentinië · 
2006:  Nederland · 
2010:  Argentinië · 
2014:  Nederland · 
2018:  Nederland · 
2022:  Nederland